# 해마루중학교
해마루중학교(해마루中學校)는 대한민국 경상북도 구미시 옥계동에 있는 공립 중학교이다.

## 학교 연혁
- 2013년 8월 19일 : 교육부 인가(24학급)
- 2015년 4월 16일 : 신축 교사 착공일
- 2015년 8월 17일 : 해마루중학교 교명 선정
- 2016년 3월 1일 : 초대 우동식 교장 취임
- 2016년 3월 4일 : 제1회 입학식(7학급 189명)
- 2016년 4월 9일 : 신축 공사 준공
- 2016년 9월 2일 : 개교 기념식 및 마중물 도서관 개관
- 2019년 2월 13일 : 제1회 졸업식(198명)
- 2022년 3월 2일: 제7회 입학식(9학급 252명)
- 2024년 1월 5일 : 제6회 졸업식(206명)
- 2024년 3월 1일 : 제5대 이광재 교장 취임
- 2024년 3월 4일 : 제9회 입학식(9학급 258명)

## 참고 자료
- 해마루중학교 - 한국교육학술정보원 학교알리미